# Farid Chaâl
Farid Chaâl (in arabo فريد شعال‎?; Beni Douala, 3 luglio 1994) è un calciatore algerino, portiere del CR Belouizdad.

## Carriera

### Club
Ha giocato nei campionati algerino e saudita.

### Nazionale
È stato convocato per le Olimpiadi del 2016, dove ha disputato due partite.

## Palmarès

### Club

#### Competizioni nazionali
- Supecoppa d'Algeria: 1

MC Alger: 2014